# Humberto Gonzali
Humberto Gonzali (n. Figareo, Mieres; 1961) es un escritor, gestor cultural y político español.  Destaca como poeta y narrador en lengua asturiana y es autor de guiones cinematográficos. Ha traducido y ajustado el versionado de una veintena de largometrajes y es coordinador de voces de doblaje. Ha puesto voz a numerosos personajes en doblajes realizados en castellano y asturiano.
Fue miembro de la asociación Conceyu Bable y profesor de asturiano.
En 1985 es designado secretario de la Junta por la Defensa de la Lengua Asturiana, donde coordinó numerosas acciones de protesta por la denegación de derechos lingüísticos. Junto con Juan Bonifacio Lorenzo Benavente y Xicu Monteserín funda en 1988 Orbayando, revista asturiana de información, que codirige hasta el año 1990. 
En 1990 crea con otros autores asturianos la asociación Escritores y Traductores en Llingua Asturiana (ETLLA) de la que fue presidente. Promovió la IV Junta de Escritores Asturianos celebrada en Villaviciosa en 1996, y promovió y fue el coordinador de la V Junta de Escritores Asturianos celebrada en Luanco en 1998. En 2006 crea L'Arribada, foro de literatura que impulsa en el concejo de Gijón.
Fue representante en el Consejo Asesor de la Lengua Asturiana del Ayuntamiento de Gijón desde febrero de 2009,  miembro de la Junta Rectora de la Fundación Municipal de Cultura, Educación y Universidad Popular de Gijón durante diez años (2005-2015), miembro de número de representación en el RIDEA (2007-2012) y asesor del Grupo Municipal Popular gijonés (mandato 2007-2011).   En mayo de 2015 abandona su militancia en el PP por el "desprecio al asturianismo" de esta fuerza política . En 2024 se reincorpora al PP de Asturias, en su área de cultura y asturianía. Es presidente del Círculo Liberal de Asturias.
Reside en Gijón desde 1983.

## Obra

### Poesía
- Augua d'invocación (Oviedo : Alvízoras Llibros,1988) - Gijón: Mercantil Asturias. 48 pag; 22 cm. ISBN 84-86889-06-5. Colección Poesía n.º 3.
- Poemes en prosa (Oviedo : Ámbitu,1992) - Oviedo: Servigrafic. 26 pag; 21 com. DL:  AS-971-92. Colección Poesía n.º 11.
- Hábitat azul (Mieres : Editora de Norte,1995) - Gijón: Gráficas Posada. 38 pag: il; 24 cm. ISBN 84-88660-20-0. Colección de poesía asturiana n.º  7.
- Ámbitu elemental (Oviedo : Trabe,1997) - Oviedo: Grafinsa. 33 pag: retr.; 20 cm. ISBN 84-8053-072-3. Colección La fonte de fascura n.º 13.
- Del país de la caliza -IV Premiu de Poesía "Fernán Coronas"- (Mieres : Editora del Norte,1997) - Gijón: Gráficas Posada. 40 pag: retr.; 23 cm. ISBN 84-88660-59-6. Colección de poesía asturiana n.º 12.
- Les esferes del tiempu (Oviedo : Trabe,1998) - Gijón: Apel. 102 pag; retr.; 21 cm. ISBN 84-8053-104-5. Colección Albera n.º 2.
- De nueche y agua -la tercera parte del libro recibió el Premiu Sestu Certame Lliterariu "Vital Aza" 1999- (Oviedo : Trabe,2000) - Gijón: Apel. 117 pag: retr.; 21 cm. ISBN 84-8053-158-4. Colección Albera n.º 14.
- Tiempu de nós (Oviedo : Trabe,2001) - Publidisa. 81 pag: retra.; 20 cm. ISBN 84-8053-180-0. Colección La fonte de fascura n.º 22.
- Decenariu (Oviedo : Trabe,2005) - Gijón: Mercantil Asturias. 132 pag: 21 cm. ISBN 84-8053-385-4. Colección Albera n.º 41.

### Narraciones
- Anatomíes de la mañana (Gijón : VTP,1995) - Oviedo: Grafinsa. 39 pag: 20 cm. ISBN 84-88034-83-0. Colección Domus n.º 2.
- Histories escabroses (Gijón : VTP,2002) - Gijón: Apel. 68 pag: 21 cm. ISBN 84-89880-61-1. Colección Domus n.º 16.

### Traducciones
- Un furacu na alambrera/Un trou dans le grillage (Madrid : SM,1991), del francés François Sautereau. - Madrid : Grafilia. 195 pag. 19 cm. ISBN 84-348-3464-2. Colección El barcu de vapor serie Naranja n.º 7.
- Piedra de llerón/Pedra de tartera (Oviedo : Trabe,1992), de la catalana María Barbal. - Gijón: Lidergraf. 105 pax: 20 cm. ISBN 84-8053-010-3. Colección Incla interior n.º 4.
- De Polyglotte Melkboer (Utrech,1991) - Edición especial para coleccionistas: Ex Oficina Gergoviana Loon op Land 1990.
- Plan Estratégico del Hospital Central de Asturias versión en asturiano (Oviedo, 1999).

### Literatura infantil
- El corderín azul (Oviedo : Pintar-Pintar,2012) - Escrito con Aurora García Rivas. 24 pag. ISBN 9788492964499.

### Otros
- El Pixín, revista infantil en asturiano (Gijón : Llibros del Pexe, 1996). - Xixón: Apel. V.: il. col.; 23 cm. DL: AS. 1340–1996.
- Obra poética en Lletres Asturianes, boletín de la Academia de la Llingua Asturiana: n.os 22(1986), 29(1988), 32(1989), 71(1999), 74(2000), 77(2001), 89(2005), 95(2007).
- Hábitat d'amor en Adréi (Oviedo, 1987)
- Obra poética en Suplementos del Norte ,  revista de Editora del Norte; n.os 2(1994), 3(1995).
- Obra poética en Sietestrellu (Oviedo : Trabe,1996), revista de literatura.
- Poemes en prosa en Lliteratura n.º 15, revista de la Academia de la Llingua Asturiana.
- Cinco poemes en Leer el Paisaje , 4 de noviembre, Jardín Botánico Atlántico  (Gijón, 2007).

### Libros colectivos
- Poesía
  - II Xunta d'Escritores Asturianos – Llanes [antología poética](Oviedo : SPPA, 1989)
  - Muestra corregida y aumentada de la Poesía en Asturias (Oviedo : SPPA, 1989)
  - Nórdica [antología bilingüe asturiano-castellano](Gijón : Llibros del Pexe, 1994)
  - Xeitos de falar: mostra de poesía asturiana / Berta Piñán, Humberto Gonzali, Alfonso Velázquez [antología bilingüe asturiano-gallego](La Coruña : Edicions Río Xuvia, 1999)
  - Amoriando. Dellos poemes d’amor y desamor (Gijón : El sombreru de Virxiliu, 2000)
  - Antoloxía Poética Asturiana 1639-2000 [antología bilingüe asturiano-ruso] (Gijón : Coleutivu Manuel Fernández de Castro, 2000)
  - Los cien meyores poemes en llingua asturiana (Oviedo: Ámbitu, 2001)
  - Nesta tierra que piso. Antoloxía de poetes de Mieres (Oviedo . Ámbitu, 2001)
  - Escritores en Llanes (Principado de Asturias : Oviedo, 2004)
  - Cuarenta Poemes (Oviedo : Junta General del Principado, 2005)
  - Dorna. Expresión poética galega nu 30. (Santiago de Compostela : Servizo de Publicacións e Intercambio Científico da USC, 2005)
  - Al aldu, poesía para el segundo ciclo de ESO (Oviedo : Trabe, 2006)
  - Cancioneru-Lírica d'ayeri y de güei (Oviedo : Trabe, 2007)
  - Toma de tierra Poetas en lengua asturiana. Antología [1975-2010](Gijón : Ediciones Trea, 2010)
  - A la mar I recital de poesía de la mar Peña Lladrona 2010 (Oviedo: Trabe, 2012)
  - Contra'l silenciu (Gijón: Suburbia Ediciones, 2014)
  - Al horru (Oviedo: Ediciones Patanegra & Fermín Santos López, 2019)
  - Surdiversu. Antoloxía de 50 años de poesía asturiana (Gijón: Editorial Cuatro Gotes, 2024)

- Narrativa
  - Cuentos Curtios. Relatos premiaos-Tertulia Cultural El Garrapiellu (1997)
  - Cinco años de Lliteratura Asturiana (Mieres : Editora del Norte, 1998)
  - Esconderites (Oviedo : Ámbitu, 2002)
  - Escondites [versión en castellano](Oviedo : Ámbitu, 2003)
  - Antoloxía del cuentu eróticu (Oviedo : Ámbitu, 2004)
  - Cuentos mínimos (Oviedo : Junta General del Principado, 2007)
  - Xixón de novela (Gijón : Oficina Municipal de la Llingua. Ayuntamiento de Gijón, 2007)
  - Sentir que toi viva (Oviedo : Junta General del Principado, 2008)
  - Caminos que naide triara (Oviedo : Junta General del Principado, 2009)
  - Una botella d’agua enllena de tierra vivo (Oviedo : Junta General del Principado, 2010)
  - Cuántu carbón saldría (Oviedo : Junta General del Principado, 2011)
  - Lletres na Xunta Xeneral [libro digital](Oviedo : Junta General del Principado, 2014)
  - Que nun se pierda nel aire (Oviedo : Junta General del Principado, 2016)